# Haus Ehrensperger (Weimar)
In der Paul-Schneider-Straße 52 befindet sich das Haus Ehrensperger.

## Architektur
Das zweigeschossige Gebäude mit Walmdach und Mansarden im Reformstil  und mit einem Vorbau versehen. Es entstand 1924 bis 1926 nach dem Entwurf von Cammill Ehrensperger, der zugleich Bauherr war. Der zweigeschossige Bachsteinbau auf Travertinsockel gehört zu den größten Privathäusern der 1920er Jahre. Bemerkenswert sind auch die Bleiglasfenster mit den Allegorien der Industrie und des Handels. 1936 wurde das Dachgeschoss zu Wohnzwecken ausgebaut.

## Zur Person des Namensgebers
Benannt wurde es nach dem Handelsgerichtsrat Camill Ehrensperger, der ihr ansässig war. Ehrensperger war Vorstandsmitglied der Waggon- und Maschinenfabrik A.G, vorm. Busch, Bautzen. Ehrensperger war Direktor dieser Firma.

## Zur Geschichte
Das Gebäude mit dem großen Vorgarten, den eine Bruchsteinmauer begrenzt, als die Paul-Schneider-Straße noch Lottenstraße hieß, war Sitz des dortigen NKWD gewesen, was auf eine stalinistische Vergangenheit verweist. In der damaligen Lottenstraße 52 hatte die sowjetische Besatzungsmacht eine Gefangenenanstalt. Das MfS der DDR hatte hier zwar keine Dienststelle, steht aber genau hier mit der Verhaftung eines Oppositionellen in Verbindung, die es 1983 vollzog. Es war angeblich die des Schriftsetzers und Historikers Holm Kirsten, dessen Wohnsitz diese Villa angeblich war. Er wiederum ist der Sohn von Wulf Kirsten, welcher sicher der Bekanntere war. In Wirklichkeit war Kirstens Adresse und die seines Vaters jedoch die Paul-Schneider-Straße 51. Die von Henry van de Velde entworfene Jugendstilvilla Villa Dürckheim in der Cranachstraße 47 ist somit nicht das einzige Gebäude Weimars mit einer MfS-Vergangenheit. Seit etwa 1970 wurde das Gebäude als Kindergrippe des Weimar-Werkes genutzt, nach erfolgter Restitution in den 1990er Jahren an den Eigentümer als Lehr- und Bürögebäude.
Das Haus Ehrensperger steht auf der Liste der Kulturdenkmale in Weimar (Einzeldenkmale).